# École nationale supérieure d'architecture de Montpellier
L'École nationale supérieure d'architecture de Montpellier (ENSAM) est l'une des vingt écoles d'architecture françaises. Elle est située dans le quartier Hôpitaux-Facultés de Montpellier.

## Histoire
L'École nationale supérieure d'architecture de Montpellier a été créée par séparation de l'École nationale supérieure des Beaux-Arts à la suite des événements de Mai 1968. À la suite de la réforme de l'enseignement de l'architecture par le décret André Malraux du 5 décembre 1968, elle a tout d'abord porté le nom d'Unité pédagogique d'architecture (UP). L'école de Montpellier est alors l'une des 18 UP françaises, dont 5 sont situées en région parisienne et 23 en province. Elle porte le nom d'École d'Architecture Languedoc-Roussillon (EARL) à partir de 1986, puis celui d'École nationale supérieure d'architecture de Montpellier à partir de 2005. Entre 1988 et 2025, l'école disposait d'une antenne à La Réunion, qui a été détachée pour former l'école nationale supérieure d'architecture de La Réunion.
Le bâtiment de l'école est situé dans le quartier du Plan des Quatre-Seigneurs, sur une parcelle voisine du Collège des Écossais, fondé en 1924 par le biologiste et urbaniste Patrick Geddes (1854-1932), dont André Schimmerling fut le secrétaire dans sa jeunesse avant de participer lui-même à la création de l'école d'architecture, où il enseignera jusqu'en 1984. Sous la direction de Philippe Peyre, les premiers enseignants de l'école sont: Jean-Paul Lesterlin, Jean Mazard, Jean Perez, Frédéric Szczot et André Schimmerling, pour l'architecture; Pierre Bazan, Rostand et Poirier pour les sciences de la construction; Mas et Pieri pour la géométrie descriptive.
Le bâtiment actuel a été construit entre 1976 et 1978 sur la base d'un projet collectif auquel ont participé les enseignants et les étudiants de l'école. La maîtrise d’œuvre a été assurée par E. Gallix, M. Rueg, L. Doumenc, J.J. Leccia, J.P. Rey et F. Szczot. Une extension a été réalisée en 2004.
À compter du 1er janvier 2025, l'École nationale supérieure d'architecture de Montpellier intègre l’université de Montpellier Paul-Valéry en tant qu'établissement-composante conservant sa personnalité morale.

## Études
L’école nationale supérieure d'architecture de Montpellier prépare aux diplômes suivants :
- Diplôme d’études en architecture, conférant le grade de licence : baccalauréat + 3 ans
- Diplôme d’État d’architecte, conférant le grade de master : baccalauréat + 5 ans
- Habilitation à exercer la maîtrise d’œuvre en nom propre (HMONP) : baccalauréat + 6 ans
- Doctorat en Architecture : baccalauréat + 8 ans